# Ferdinand von Bocholtz
Ferdinand von Bocholtz (* im 16. oder 17. Jahrhundert; † 21. Januar 1669) war ein römisch-katholischer
Geistlicher, Vizedominus und Domherr in Münster.

## Leben
Ferdinand von Bocholtz entstammte dem niederrheinischen Adelsgeschlecht von Bocholtz und war der Sohn des Gottfried von Bocholtz († 1632, Grande maior von Lüttich) und dessen Gemahlin Margarethe von Groesbeck zu Orey. Sein Bruder Arnold war in den Jahren 1644 bis 1650 Domherr in Münster. Das Domkapitel nahm am 12. Januar 1633 den kurfürstlichen Vorschlag, Ferdinand mit dem Amt des Vizedominus zu betrauen, an. Am 6. April 1633 nahm er die Dompräbende in Besitz, nachdem er die hierfür notwendigen Dokumente vorgelegt hatte. Der Kurfürst erteilte am 15. Mai zum dritten Mal eine Zusage auf die Präbende. Das Kapitel legte ihm auf, das Subdiakonatszeugnis vorzulegen, was am 27. Juli 1634 geschah. Am 19. August kam er endgültig in den Besitz der Pfründe. Zu diesem Zeitpunkt war Ferdinand bereits Domherr zu Lüttich. Später wurde er dann auch Domherr zu Hildesheim. In den Jahren von 1645 bis 1648 nahm er zusammen mit Ferdinand de Beeckmann in Münster für Lüttich an den Verhandlungen teil, die zum Westfälischen Frieden geführt haben.
Am 8. Juni 1668 bat er das Kapitel, seinen beabsichtigten Verzicht zu genehmigen. Dieser Bitte wurde entsprochen.